# Савиці-Двур
Савиці-Двур (пол. Sawice-Dwór) — село в Польщі, у гміні Репки Соколовського повіту Мазовецького воєводства.
Населення — 57 осіб (2011).
У 1975-1998 роках село належало до Седлецького воєводства.

## Демографія
Демографічна структура станом на 31 березня 2011 року:
|          | Загалом | Допрацездатний вік | Працездатний вік | Постпрацездатний вік |
| -------- | ------- | ------------------ | ---------------- | -------------------- |
| Чоловіки | 26      | 8                  | 15               | 3                    |
| Жінки    | 31      | 5                  | 16               | 10                   |
| Разом    | 57      | 13                 | 31               | 13                   |